# 1256 Normannia
1256 Normannia è un asteroide della fascia principale del diametro medio di circa 69,22 km. Scoperto nel 1932, presenta un'orbita caratterizzata da un semiasse maggiore pari a 3,8967006 UA e da un'eccentricità di 0,0839084, inclinata di 4,18051° rispetto all'eclittica.
Il suo nome fa riferimento alla Normandia, una regione della Francia.